# 帕拉羅托馬提卡體育館
帕拉羅托馬提卡體育館（PalaLottomatica）是位於義大利首都羅馬的一個體育館，位於EUR區的中心。帕拉羅托馬提卡體育館是1960年奧運會籃球決賽的舉辦地。帕拉羅托馬提卡體育館還有8個會面點，一個可以容納300人的餐廳，2700平方公尺的戶外露台。籃球比賽可以容納11200人。2010年男子世界排球錦標賽的比賽也在這裡舉行。帕拉羅托馬提卡體育館也是一個著名的演唱會場地，滾石樂隊等樂隊在這裡舉辦過演唱會。

## 外部連結
- Romeguide.it - PalaLottomatica （页面存档备份，存于）, Italian website